# Daniela Hebnarová
Daniela Hebnarová (* 13. února 1957 Makov) je česká politička a knihovnice, v letech 2013 až 2016 zastupitelka Zlínského kraje, v letech 2010 až 2014 starostka města Kroměříže, členka ODS.

## Život
V letech 1972 až 1976 vystudovala Gymnázium Rožnov pod Radhoštěm (humanitní zaměření) a následně v letech 1977 až 1979 obor knihovnictví a vědeckotechnické informace na SKŠ Praha. Vysokoškolské vzdělání si doplnila v letech 1989 až 1993 studiem oboru teorie a dějiny literatury a dramatických umění na Filozofické fakultě Univerzity Palackého v Olomouci (získala titul Bc.). V letech 1993 až 1995 pokračovala na téže fakultě navazujícím magisterským oborem literární věda (získala titul Mgr.). Ve svém oboru absolvovala několik zahraničních stáží.
Pracovní kariéru začínala v letech 1979 až 1980 jako informatik v podniku Tesla Rožnov pod Radhoštěm. V roce 1985 nastoupila jako knihovnice do holešovské pobočky Okresní knihovny v Kroměříži, v roce 1987 se stala v rámci téže instituce vedoucí úseku služeb kroměřížského pracoviště. V letech 2001 až 2010 byla zástupkyní ředitele Knihovny Kroměřížska. Od března do listopadu 2010 pak vedla Dům Kultury Kroměříž. V roce 2014 se jako autorka námětu významně zasloužila o vybudování stálé expozice Karla Kryla v kroměřížském Starém pivovaru.
Po ukončení svého působení v čele města Kroměříž se na počátku roku 2015 do funkce ředitelky Domu Kultury Kroměříž vrátila.
Daniela Hebnarová žije v Kroměříži, je vdaná. Domluví se anglicky a rusky.

## Politické působení
Do komunální politiky se pokoušela vstoupit, když ve volbách v roce 1998 kandidovala jako nestraník za ODS do Zastupitelstva města Kroměříže, ale neuspěla. Nepodařilo se jí to ani ve volbách v roce 2002, opět jako nestraníkovi za ODS. Městskou zastupitelkou se stala až ve volbách v roce 2006, kdy kandidovala původně na 11. místě kandidátky už jako členka ODS (vlivem preferenčních hlasů skončila šestá). Mandát zastupitelky města obhájila ve volbách v roce 2010 jako lídryně kandidátky ODS. Dne 11. listopadu 2010 byla zvolena starostkou Kroměříže. Také ve volbách v roce 2014 mandát zastupitelky města obhájila jako lídryně kandidátky ODS. Ve funkci starosty ji však dne 6. listopadu 2014 vystřídal Jaroslav Němec.
V krajských volbách v roce 2012 kandidovala za ODS do Zastupitelstva Zlínského kraje, ale neuspěla (stala se však první náhradnicí). Na začátku roku 2013 rezignoval na mandát její kolega Josef Slovák a ona se stala krajskou zastupitelkou. Ve volbách v roce 2016 mandát obhajovala, ale neuspěla.
Ve volbách do Poslanecké sněmovny PČR v roce 2010 a v roce 2013 kandidovala za ODS ve Zlínském kraji, ale ani jednou neuspěla. Ve volbách do Senátu PČR v roce 2016 kandidovala za ODS v obvodu č. 76 – Kroměříž. Se ziskem 14,44 % hlasů skončila na 3. místě a do druhého kola nepostoupila.
Na ustavujícím zasedání zastupitelstva po volbách v roce 2018 byla zvolena zastupující místostarostkou.